# Багратион, Кирилл Александрович
Кири́лл Алекса́ндрович Багратио́н (1750 — 19 апреля (1 мая) 1828) — князь, сенатор, родной дядя Петра Ивановича Багратиона.

## Биография
Грузинский князь из династии Багратиони. Сын подполковника князя Александра Иессеевича Багратиона (1705/1708 — 1773) и внук царя Картли Иессе. В 1767 году вступил в Псковский карабинерный полк вахмистром и участвовал в русско-турецкой войне: в 1770 году был под Бендерами, в следующем году произведён адъютантом и сопровождал пленных турок от Перекопа до Козлова; в 1772 году был квартирмейстером 2-го гренадерского полка, в 1773 — находился в походе за Дунаем, где в 1774 году защищал дороги между Силистрией и Шумлою.
По окончании войны произведён в капитаны, в 1776—1777 годах участвовал в усмирении бунтовавших татар, после чего представлял императрице Екатерине II покорившихся князей и мурз. Произведённый в 1786 году в подполковники, Багратион в кампанию 1789 года участвовал в взятии Аджибенской крепости и Бендер. Во время польского восстания Багратион находился в передовом корпусе Дерфельдена. В 1793 году был произведён в полковники, а в 1795 году командирован был с Чугуевским регулярным казачьим полком в Персию. В 1797 году Багратион был пожалован в генерал-майоры с назначением шефом гусарского полка его имени. В 1800 году, 10 апреля, Багратион с переименованием в тайные советники назначен был присутствовать в московских департаментах Сената, потом переведён в 6-й департамент и получил поручение ревизовать Белорусскую губернию; в 1805 году переведён в 7-й департамент сената, в котором с некоторыми перерывами присутствовал до самой своей смерти. Скончался 19 апреля (1 мая) 1828 года; похоронен в Сретенской церкви Большого собора Донского монастыря.

## Семья
1-я жена — княжна Варвара Алексеевна Хованская (1769—1788), дочь князя Алексея Васильевича Хованского (1738—1799) и Екатерины Никитичны Зотовой. Дети от первого брака:
- Князь Александр (1785—1837), участник Отечественной войны 1812 года. После смерти его внуков, князей Дмитрия Петровича (1863—1919) и Александра Петровича (1862—1920), мужская линия потомков Александра Кирилловича Багратиона прервалась.
- Князь Алексей (1787—1824), участник Отечественной войны 1812 года

2-я жена — Александра Ивановна Голикова (1778—1853), дочь Ивана Илларионовича Голикова (1734—1805), совладельца Российского-Американской компании, и Анны Петровны Климовой (ум. 1787). Дети от второго брака:
- Княжна Наталья (1803—1873), жена Павла Петровича Альбединского и мать генерал-адъютанта Петра Альбединского
- Княжна Анна (1804—1875), фрейлина российского императорского двора. Замужем за генерал-майором Николаем Петровичем Годейном (1794—1856)
- Княжна Дарья (1809—1831)
- Князь Пётр (род. 1811), умер в младенчестве.